# Vesele, Kulîkivka
Vesele (în ucraineană Веселе) este un sat în comuna Veresoci din raionul Kulîkivka, regiunea Cernihiv, Ucraina.

## Demografie
Componența lingvistică a localității Vesele
     Ucraineană (93,33%)
     Rusă (6,67%)
Conform recensământului din 2001, majoritatea populației localității Vesele era vorbitoare de ucraineană (93,33%), existând în minoritate și vorbitori de rusă (6,67%).